# ميقات أهل مكة
ميقات أهل مكة المكرمة لمن اراد الحج والعمرة

## الميقات
ميقات أهل مكة: وهو بيوتهم أو المسجد الحرام إن شاؤوا، إلا العمرة، فإن عليهم أن يخرجوا إلى الحل فيحرموا منه كما فعلت عائشة رضي الله عنها بأمر رسول الله صلى الله عليه وسلم ليجمعوا بين الحل والحرم، ومن الحِل: التنعيم وعرفه.